# Erbliche Tumorerkrankungen
Erbliche Tumorerkrankungen werden in der Literatur unter verschiedenen Stichworten abgehandelt. Hier soll der häufig benutzte Begriff der familiär-hereditären monogenen Krebsdispositionssyndrome eingeführt werden.

## Mechanismus
Bisher sind etwa 20 monogene Krebsdispositionssyndrome genetisch charakterisiert worden. Der Erbgang ist fast immer autosomal dominant. Dieses erfolgt jedoch nicht durch einen dominant-negativen Mechanismus (DN) durch gain-of-function Mutationen (GOF), sondern durch Haploinsuffizienz auf der Basis von loss-of-function Mutationen (LOF). Entsprechend sind die ursächlichen Gene in der Regel keine Onkogene, sondern Tumorsuppressorgene. Die entsprechenden theoretischen Grundlagen lieferte Alfred G. Knudson mit seiner Knudsonhypothese.

## Epidemiologie
Etwa 1–2 % aller Erkrankungsfälle an malignen Tumoren treten im Zusammenhang mit monogenen Krebsdispositionssyndromen auf.

## Beispiele
Das Retinoblastom wurde als erstes aus dieser Gruppe analysiert. Ausgangspunkt der molekulargenetischen Ursachenaufklärung war in diesem Fall die Identifikation von Deletionen auf dem Chromosom 13.

## Übersicht über bekannte monogene Krebsdispositionssyndrome
| Syndromname                                           | primärer Tumor                                    | beteiligte Gene/Proteine                                                                  |
| ----------------------------------------------------- | ------------------------------------------------- | ----------------------------------------------------------------------------------------- |
| Ataxia teleangiectatica                               | Lymphom                                           | Serin-Proteinkinase ATM                                                                   |
| Bloom-Syndrom                                         | solide Tumoren                                    | Bloom-Syndrom-Protein                                                                     |
| Li-Fraumeni-Syndrom                                   | Sarkome, Mammakarzinom                            | p53                                                                                       |
| Mammakarzinom Typ 1, familiär                         | Mammakarzinom                                     | BRCA1                                                                                     |
| Mammakarzinom Typ 2, familiär                         | Mammakarzinom                                     | BRCA2                                                                                     |
| Melanom, familiär                                     | Melanom                                           | CDK-Inhibitor 2A                                                                          |
| Multiple endokrine Neoplasie Typ 1 (MEN1)             | Inselzelltumor des Pankreas                       | Menin                                                                                     |
| Multiple endokrine Neoplasie Typ 2A (MEN2) Typ 2A     | medulläres Schilddrüsen-Ca                        | Rezeptor-Tyrosinkinase Ret                                                                |
| Multiple endokrine Neoplasie Typ 2B (MEN2) Typ 2B     | medulläres Schilddrüsen-Ca                        | Rezeptor-Tyrosinkinase Ret                                                                |
| Neurofibromatose Typ 1                                | Neurofibrome                                      | Neurofibromin                                                                             |
| Neurofibromatose Typ 2                                | Akustikusneurinome, Meningeome                    | Merlin                                                                                    |
| Papilläres Nierenzellkarzinom, hereditär              | papilläres Nierenkarzinom                         | HGF-Rezeptor                                                                              |
| Familiäre adenomatöse Polyposis coli, Gardner-Syndrom | kolorektales Karzinom                             | Adenomatous-polyposis-coli-Protein, DNA-Mismatch-Reparaturproteine MSH2, MLH1, PMS1, PMS2 |
| Turcot-Syndrom                                        | Adenome und Adenokarzinome                        | DNA-Mismatch-Reparaturproteine hMLH1 und hPMS2                                            |
| Hereditäres non-polypöses Kolonkarzinom (HNPCC)       | Adenome und Adenokarzinome                        | DNA-Mismatch-Reparaturproteine hMLH1 und hPMS2                                            |
| Juvenile Polyposis                                    | hamartomatöse Polypen, Adenome und Adenokarzinome | Phosphatase PTEN, MAD-Homolog 4                                                           |
| Retinoblastom, familiär                               | Retinoblastom                                     | Retinoblastom-Protein                                                                     |
| Wilms-Tumor                                           | Wilms-Tumor                                       | Wilms-Tumor-Protein                                                                       |
| Xeroderma pigmentosum                                 | Hautkrebs                                         | TFIIH-Helikase XPB, TFIIH-Helikase XPD, DNA-Excisionsreparatur-Proteine XPA, ERCC5        |